# Вараксино (Амурская область)
Вараксино — упразднённое село в Михайловском районе Амурской области. Исключено из учётных данных в 1976 году.

## География
Располагалось на левом берегу реки Дим севернее пади Москалева, на расстоянии примерно 11 километра (по прямой) к северо-западу от села Дим.

## История
По данным 1926 года на участке Вараксина имелось 8 хозяйств крестьянского типа и проживало 37 человек (16 мужчин и 21 женщина). В национальном составе населения преобладали украинцы. В административном отношении входил в состав Димского сельсовета Тамбовского района Амурского округа Дальневосточного края.
Решением Амурского исполкома от 18 мая 1976 года № 208, село Вараксино исключёно из учётных данных как фактически не существующее.